# Bernhard Windscheid
Bernhard Windscheid (Düsseldorf, 26 de julho de 1817 – Leipzig, 26 de outubro de 1892) foi um jurista alemão e membro da escola pandectista de direito. Tornou-se conhecido por seus estudos sobre o conceito legal de ação, que estimulou um debate com Theodor Muther ao qual se imputa o início dos estudos do direito processual tal qual o conhecemos hoje.
A tese de Windscheid estabeleceu o conceito do direito alemão de "Anspruch" (em termos gerais, um requerimento legalmente executável), distinguindo-o do conceito do direito romano de actio. Seu trabalho principal foi Lehrbuch des Pandektenrechts, e este foi a fonte principal de inspiração para o Código Civil Alemão BGB. Entre 1873 e 1883, Windscheid tomou parte na comissão responsável por esboçar o Código Civil alemão.
Além disso, Windscheid trabalhou como professor em algumas universidades na Alemanha e Suíça, incluindo Basileia, Greifswald, Munique, Heidelberg e Leipzig.

## Principais Trabalhos
- Zur Lehre des Code Napoleon von der Ungültigkeit der Rechtsgeschäfte, Düsseldorf 1847. (diitalizado por Max Planck Institute for European History of Law (MPIER); em alemão)
- Die Lehre des römischen Rechts von der Voraussetzung, Düsseldorf 1850. (digializado por MPIER; em alemão)
- Die Actio des römischen Civilrechts vom Standpunkte des heutigen Rechts, Düsseldorf 1856. (digitalizado; em alemão)
- Zwei Fragen aus der Lehre von der Verpflichtung wegen ungerechtfertigter Bereicherung, 1878. (digitalizado por MPIER; em alemão)
- Lehrbuch des Pandektenrechts.
- first published, Düsseldorf 1862–1870. (volume digitalizado por MPIER; in German 1, 2,1, 2,2 u. 3)
- 3. ed., Düsseldorf 1870. (volume digitalizado por MPIER; em alemão 1, 2 u. 3)
- 5. ed., Stuttgart 1879. (volume digitalizado por MPIER; em alemão 1, 2 u. 3)
- 6. ed., Frankfurt a. M. 1887. (volume digitalizado por MPIER; em alemão 1, 2 u. 3)
- 9. ed., Leipzig, 1906, edited by Theodor Kipp, is the edition usually cited.
- Gesammelte Reden und Abhandlungen. Leipzig, 1904.